# Intocht van Willem van Oranje te Brussel

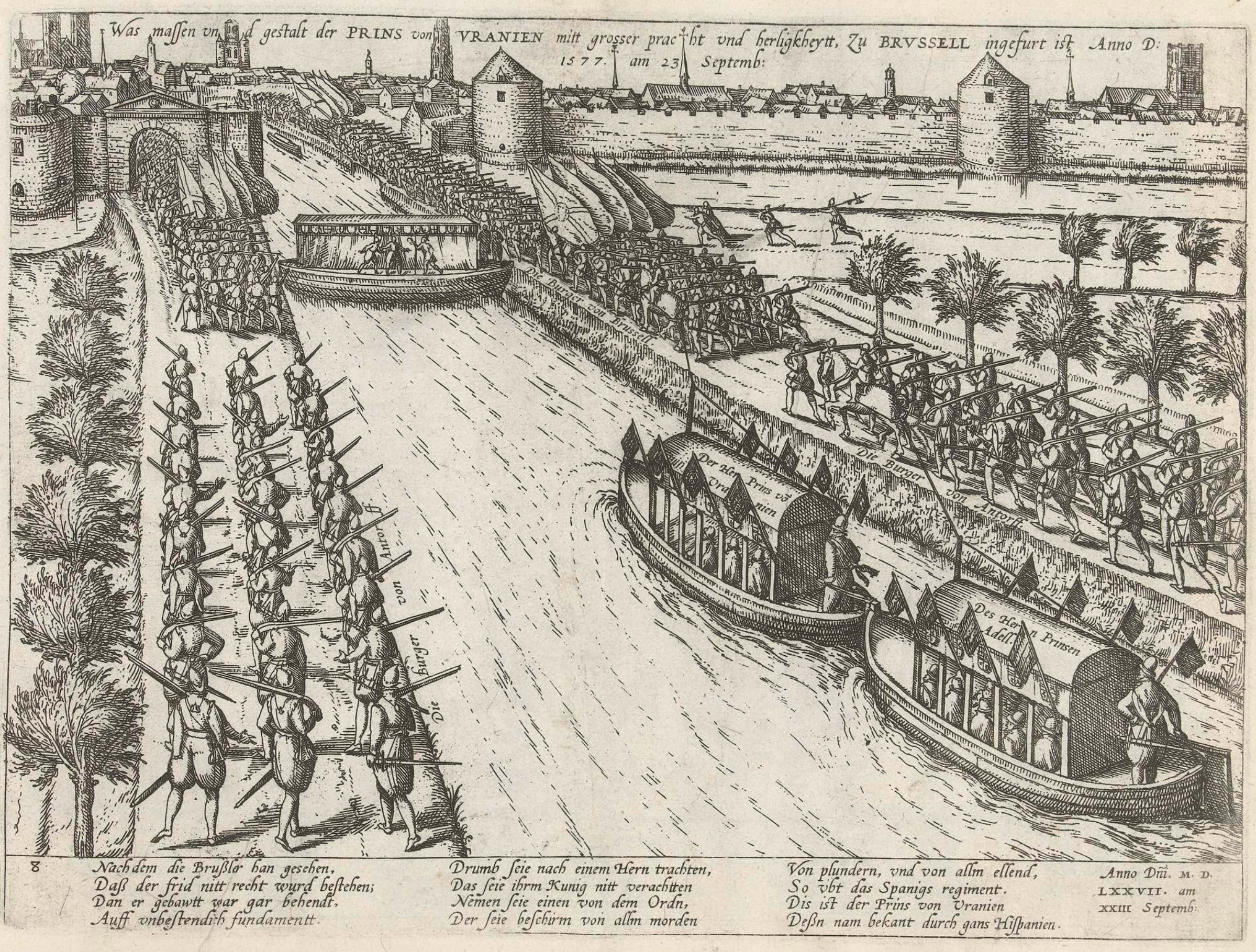
De blijde intocht van de prins van Oranje in Brussel. Prent uit 'de Nassausche Oorloghen' van Frans Hogenberg.

De Intocht van Willem van Oranje te Brussel vond plaats op 24 september (gregoriaanse kalender)/22 september (juliaanse kalender) 1577. Oranje bracht dit bezoek op verzoek van de Staten-Generaal. Hij werd als een bevrijder binnengehaald door middel van een Blijde Inkomst die de symbolen van het oude regime links liet liggen. In plaats van het traditionele parcours langs de Leuvensepoort, het Koudenbergpaleis en de Sint-Michielskerk, kwam hij de stad binnen langs de nieuwe Willebroekse vaart en de Oeverpoort om te eindigen in zijn Paleis van Nassau. Zijn intocht markeerde het begin van de Brusselse republiek.